# 贾森·基德
傑森·弗雷德里克·基德（英語： Jason Frederick Kidd，1973年3月23日—），外號，出生於美國加利福尼亚州的奧克蘭，前美國NBA籃球運動員，擔任控球後衛；曾任布魯克林籃網和密爾瓦基公鹿主教练。目前擔任達拉斯獨行俠主教练。
他曾經帶領新澤西網隊兩次殺入NBA的總決賽（2002年和2003年），被認為是NBA歷史上出色的比賽掌控者和組織後衛之一。由於其出色的技術和全面性，基德經常在比賽中取得大三元的成績，現在以職業生涯總共107次大三元的成績位列整個NBA歷史上三元次數榜的第四位，連續17季都有大三元的記錄則是史上最高（截止到2012年4月27日）。2013年，在纽约尼克斯隊宣布退休。

## 童年和大學生涯
基德出生在奧克蘭，是家中三個孩子中最年長的，有一個弟弟史蒂夫和一個妹妹安妮。他的父親是非洲裔美國人，母親則是信奉天主教的愛爾蘭人。他成長於「奧克蘭山」地區。童年的基德很擅長於足球和其他運動。
在聖約瑟夫聖瑪麗亞高中畢業之後，基德加入了加利福尼亞大學柏克萊分校。他在校隊中成功扮了一個組織後衛的角色，並且在第二年就入選了全美第一陣容，隨後基德決定參加1994年NBA選秀。

## NBA球員生涯

### 新星：從達拉斯到鳳凰城
基德在選秀中第二位被達拉斯小牛選中，排在他前面的是當年的狀元格倫·羅賓遜。他在第一年取得了平均每場11.7分，5.4籃板和7.7助攻的優異成績，和來自底特律活塞的格蘭特·希爾共享了當年的NBA年度最佳新秀榮譽。他和達拉斯的另外兩位球員吉米·傑克遜和賈馬爾·馬什本（Jamal Mashburn）一起並稱為達拉斯的「3J」，很多球迷都希望達拉斯沿用這個陣容取得輝煌的成績。但是，三人由於球場下的私人恩怨（為了一個女人），使這個計劃最終未實現，不久之後這個年輕的明星陣容就分崩離析。媒體更開玩笑的評論，那個拆散小牛3J的女人應該是年度最佳防守球員。
96-97賽季中期，基德和托尼·杜馬斯以及洛倫·梅耶一起交換到了鳳凰城太陽，小牛隊則得到了邁克·芬利、A.C.格林和薩姆·卡塞爾。
在太陽隊，基德剛好接下受傷痛困擾的另一歷史明星控衛（Kevin Johnson）的棒子，成為太陽的戰術發動者，也讓他達到職業生涯的第一個高峰。自1999年起，連續3年入選NBA最佳陣容第一隊，並且打破多項隊史紀錄。然而，由於基德涉嫌虐打妻子，使其一向正面的形象受損。隨後在2001年，把待在鳳凰城五個賽季的基德交易至新澤西籃網，以換取斯蒂芬·馬布里。

### 新生：新澤西籃網隊
在球季開始前，籃網隊於新秀大會中選了肯揚·馬丁為新人狀元，隨後宣佈簽下了克里·基特爾斯，並且用埃迪·格里芬交換而來了和傑森·科林斯；加盟籃網時基德宣稱會讓球隊360度的翻轉。01-02賽季中，前一年26勝的籃網隊在基德的帶領下取得了讓人驚訝的52勝30負成績，整整提升了一倍勝場，這個成績也成為隊伍歷史上最優秀的成績之一；基德本人也在NBA最有價值球員評選中排在蒂姆·鄧肯之後名列第二位。
在基德帶領下，這支年輕的隊伍在02年神奇的衝入了NBA總決賽，但是新澤西的實力還不足以抗衡沙奎爾·奧尼爾和科比·布萊恩特帶領的洛杉磯湖人隊，以0-4的成績敗於湖人隊手下。而第二年他們以49勝33負的成績再次衝入了總決賽，但是在6場比賽後輸給了鄧肯領銜的聖安東尼奧馬刺隊，基德帶領的籃網隊兩度於總決賽失利。
2004年7月1日，基德不得不接受一次外科手術以修復自己受傷的膝蓋；同年12月他完全恢復回到賽場上之後，籃網隊已經宣佈簽下了原多倫多猛龍隊球員「飛人」文斯·卡特。擁有了三名全明星級別球員：卡特、傑弗森和基德的新澤西網隊開始為季後賽的資格而進行衝擊，04-05球季最終他們成功超越了克里夫蘭騎士隊位列東部第八名。但是他們在第一輪碰到了邁阿密熱火隊，第一輪就輸掉了比賽；05-06球季於季後賽第二輪再度敗給邁阿密熱火隊；06-07球季敗給新興強權克里夫蘭騎士隊，再度止步於第二輪。
到2006年3月，基德平均每場比賽拿下14分、7.3籃板和8.5助攻（聯盟第五）；儘管基德當時已33歲，但是他的技術仍然出色，並且具備了征戰NBA十年有餘的經驗，這也讓他成為NBA中最優秀的組織後衛之一，受到絕大多數球員的尊敬。他曾經讓全明星球員和史蒂夫·奈許在一場比賽中僅僅拿下9分和0分。
2006年12月13日，基德在對灰熊的比賽中不僅幫球隊以105-92取勝，還獨得12分10個籃板13次助攻的大三元成績。這令他的大三元次數達到了79場，超越了78場“大三元”的NBA50大球星之一的威爾特·張伯倫，成為NBA歷史上大三元次數第三位的球員；排在前兩位的是181次大三元的奧斯卡·羅伯森和138次大三元的魔術強森。
“第79次大三元對我來說很有意義，我很幸運，我的隊友也在比賽中給我很大幫助。我只是一如既往地去比賽，透過各種方式幫助球隊贏球。”已經在籃網隊拿過41次大三元、本賽季已拿到4次大三元的基德在接受採訪時說，“第79次大三元對我的職業生涯來說是非常值得驕傲的，我不會因此停止前進並取勝的步伐。今晚我打了一場完美的比賽。”在談到張伯倫這位曾單場攻下100分的傳奇球員時，基德給予了極高的評價：“威爾特，從NBA歷史上看，他的名字始終那麼響亮，他改變了籃球比賽的很多東西。能夠超越這樣一位對籃球規則有巨大影響的球員是一種巨大的榮譽。”基德的隊友、全明星前鋒文斯‧卡特也發表了自己的觀點：“我聽說有人說基德已經老了，我對那些人表示感謝，因為他們激發了他的鬥志讓他展現出了真正的實力。

### 回歸：達拉斯小牛隊
07-08球季，達拉斯小牛隊積極想得到冠軍，而將德文·哈里斯交易至籃網，換取賈森·基德。
基德至小牛因年齡漸增而逐漸老化，但仍然是達拉斯小牛隊重要的先發球員，到了小牛後苦練三分球，三分命中率甚至好幾季突破4成。基德在小牛隊經常扮演控制節奏與幫助傳導的重要任務。
2009年4月5日，在小牛140-116戰勝鳳凰城太陽隊的比賽中，基德拿下19分20助攻，從而使自己的助攻總數達到10142次，超越魔術強森，上升至歷史第三位。2009年11月26日，基德在歷史助攻榜上再次前進一步，超越，排名歷史第二。

### 第一座總冠軍
2011年季後賽，基德第一輪第一戰對上拓荒者砍下24分4助攻5籃板2抄截單場六顆三分的成績，小牛隊以4-2跨越拓荒者挺進下一輪。
第二輪達拉斯小牛指派基德防守湖人球星，而系列賽第一場的關鍵防守，嚴防之下讓科比·布萊恩特滑倒不慎打落湖人球星的持球造成的失誤令人印象深刻，小牛趁此一戰的氣勢加上老將賈森·特里、佩賈·史托亞柯維奇的精湛演出成功以4-0橫掃湖人隊。
西區冠軍賽對上雷霆隊，面對年輕的明星球員，基德把後者的系列賽投籃命中率壓制在39%。再加上小牛全隊的努力下，不僅成功的阻止了凯文·杜兰特的表現，小牛更在德克·诺维斯基的帶領下頻頻演出驚人逆轉，最終小牛以4-1擊敗雷霆隊，基德睽違8年再度取得總冠軍門票。
最終在2011年總冠軍賽，小牛全隊將士打敗由三巨頭德韋恩·韋德、勒布朗·詹姆斯及克里斯·波什领衔的迈阿密热火队，達拉斯小牛隊以4-2獲得了總冠軍，同時基德也以38歲的高齡成為NBA總冠軍賽歷史上年紀最大的先發球員，並拿下生涯第一枚冠軍戒指。

### 紐約尼克隊
2012年夏季，基德決定離開達拉斯小牛，選擇加入纽约尼克斯，并与尼克斯队簽下了3年900萬美元的合約。重新穿回了5号球衣。
2013年5月18日，纽约尼克斯99-106败给印第安纳步行者，2-4止步东区半决赛。
2013年6月3日，基德宣布退休。職籃生涯平均每場拿下12.6分、8.7助攻、6.3籃板和1.93抄截。

## NBA教練時期

### 布魯克林籃網（2013–2014）
2013年6月13日，布魯克林籃網隊宣布，由基德接任總教練，簽下三年合約。雖然籃網隊遭遇10-21的不利開局，但是在其運籌帷幄，還是以44-38順利進入季後賽，第一輪以4：3驚險擊敗多倫多猛龍隊，但第二輪由於陣中主力年齡和身手的差距，以1：4不敵年輕力盛，尋求三連霸的邁阿密熱火隊，提前結束本季。

### 密爾瓦基公鹿（2014–2018）
2014年6月30日，基德確定轉至密爾瓦基公鹿擔任總教練，而籃網將可從公鹿手中獲得2015及2019年的第2輪選秀權。
基德因為將動刀接受髖關節手術，助理教練普蘭蒂(Joe Prunty)將代理主帥一職。
公鹿主帅基德目前正与球队敲定一份为期3年价值超过1800万美元的续约合同。
2018年1月22日，密爾瓦基公鹿決定解雇基德的總教練職務，主要原因據傳是因為球隊內部不和，而基德也成為2017–18賽季自厄爾·沃特森和大衛·費茲戴爾之後，第三位被解雇的總教練。將暫時由助理教練喬·普朗蒂代理總教練一職。2018年是基德執教公鹿的第四個球季，總計在此取得了139勝152敗的戰績，並讓球隊的一些年輕球員得到了充足的成長空間，例如麥爾坎·波格登於2016–17賽季獲得NBA最佳新秀，賈貝瑞·帕克、克里斯·米德爾頓和揚尼斯·安戴托昆波則逐漸打出了全明星的數據和身手。

### 洛杉磯湖人（2019–2021）
2019年7月31日，基德加入湖人的教练组，担任球队助教。

### 達拉斯獨行俠（2021–）
2021年6月28日，達拉斯獨行俠隊宣布，由基德接任總教練，接替執教13個賽季的里克·卡萊爾。

## 職業生涯數據

### NBA例行賽數據統計
| 賽季     | 球隊 | GP   | GS   | MPG  | FG%  | 3P%  | FT%  | RPG | APG  | SPG | BPG | PPG  |
| -------- | ---- | ---- | ---- | ---- | ---- | ---- | ---- | --- | ---- | --- | --- | ---- |
| 1994–95  | DAL  | 79   | 79   | 33.8 | 38.5 | 27.2 | 69.8 | 5.4 | 7.7  | 1.9 | 0.3 | 11.7 |
| 1995–96  | DAL  | 81   | 81   | 37.5 | 38.1 | 33.6 | 69.2 | 6.8 | 9.7  | 2.2 | 0.3 | 16.6 |
| 1996–97  | DAL  | 22   | 22   | 36.0 | 36.9 | 32.3 | 66.7 | 4.1 | 9.1  | 2.0 | 0.4 | 9.9  |
| 1996–97  | PHO  | 33   | 23   | 35.5 | 42.3 | 40.0 | 68.8 | 4.8 | 9.0  | 2.4 | 0.4 | 11.6 |
| 1997–98  | PHO  | 82   | 82   | 38.0 | 41.6 | 31.3 | 79.9 | 6.2 | 9.1  | 2.0 | 0.3 | 11.6 |
| 1998–99  | PHO  | 50   | 50   | 41.2 | 44.4 | 36.6 | 75.7 | 6.8 | 10.8 | 2.3 | 0.4 | 16.9 |
| 1999–00  | PHO  | 67   | 67   | 39.0 | 40.9 | 33.7 | 82.9 | 7.2 | 10.1 | 2.0 | 0.4 | 14.3 |
| 2000–01  | PHO  | 77   | 76   | 39.8 | 41.1 | 29.7 | 81.4 | 6.4 | 9.8  | 2.2 | 0.3 | 16.9 |
| 2001–02  | NJN  | 82   | 82   | 37.3 | 39.1 | 32.1 | 81.4 | 7.3 | 9.9  | 2.1 | 0.2 | 14.7 |
| 2002–03  | NJN  | 80   | 80   | 37.4 | 41.4 | 34.1 | 84.1 | 6.3 | 8.9  | 2.2 | 0.3 | 18.7 |
| 2003–04  | NJN  | 67   | 66   | 36.6 | 38.4 | 32.1 | 82.7 | 6.4 | 9.2  | 1.8 | 0.2 | 15.5 |
| 2004–05  | NJN  | 66   | 65   | 36.9 | 39.8 | 36.0 | 74.0 | 7.4 | 8.3  | 1.9 | 0.1 | 14.4 |
| 2005–06  | NJN  | 80   | 80   | 37.2 | 40.4 | 35.2 | 79.5 | 7.3 | 8.4  | 1.9 | 0.4 | 13.3 |
| 2006–07  | NJN  | 80   | 80   | 36.7 | 40.6 | 34.3 | 77.8 | 8.2 | 9.2  | 1.6 | 0.3 | 13.0 |
| 2007–08  | NJN  | 51   | 51   | 37.2 | 36.6 | 35.6 | 82.0 | 8.1 | 10.4 | 1.5 | 0.3 | 11.3 |
| 2007–08  | DAL  | 29   | 29   | 34.9 | 42.6 | 46.1 | 81.5 | 6.5 | 9.5  | 2.1 | 0.4 | 9.9  |
| 2008–09  | DAL  | 81   | 81   | 35.6 | 41.6 | 40.6 | 81.9 | 6.2 | 8.7  | 2.0 | 0.5 | 9.0  |
| 2009–10  | DAL  | 80   | 80   | 36.0 | 42.3 | 42.5 | 80.8 | 5.6 | 9.1  | 1.8 | 0.4 | 10.3 |
| 2010–11† | DAL  | 80   | 80   | 33.2 | 36.1 | 34.0 | 87.0 | 4.4 | 8.2  | 1.7 | 0.4 | 7.9  |
| 2011–12  | DAL  | 48   | 48   | 28.7 | 36.3 | 35.4 | 78.6 | 4.1 | 5.5  | 1.7 | 0.2 | 6.2  |
| 2012–13  | NYK  | 76   | 48   | 26.9 | 37.2 | 35.1 | 83.3 | 4.3 | 3.3  | 1.6 | 0.3 | 6.0  |
| 生涯     |      | 1391 | 1350 | 36.0 | 40.0 | 34.9 | 78.5 | 6.3 | 8.7  | 1.9 | 0.3 | 12.6 |
| 明星賽   |      | 9    | 5    | 23.2 | 52.5 | 47.8 | 83.3 | 3.4 | 7.7  | 2.7 | 0.0 | 6.4  |

### NBA季後賽數據統計
| 賽季     | 球隊 | GP  | GS  | MPG  | FG%  | 3P%  | FT%   | RPG  | APG  | SPG | BPG | PPG  |
| -------- | ---- | --- | --- | ---- | ---- | ---- | ----- | ---- | ---- | --- | --- | ---- |
| 1996–97  | PHO  | 5   | 5   | 41.4 | 39.6 | 36.4 | 52.6  | 6.0  | 9.8  | 2.2 | 0.4 | 12.0 |
| 1997–98  | PHO  | 4   | 4   | 42.8 | 37.9 | 0.0  | 81.3  | 5.8  | 7.8  | 4.0 | 0.5 | 14.3 |
| 1998–99  | PHO  | 3   | 3   | 42.0 | 41.9 | 25.0 | 71.4  | 2.3  | 10.3 | 1.7 | 0.3 | 15.0 |
| 1999–00  | PHO  | 6   | 6   | 38.2 | 40.0 | 36.4 | 77.8  | 6.7  | 8.8  | 1.8 | 0.2 | 9.8  |
| 2000–01  | PHO  | 4   | 4   | 41.5 | 31.9 | 23.5 | 75.0  | 6.0  | 13.3 | 2.0 | 0.0 | 14.3 |
| 2001–02  | NJN  | 20  | 20  | 40.2 | 41.5 | 18.9 | 80.8  | 8.2  | 9.1  | 1.7 | 0.4 | 19.6 |
| 2002–03  | NJN  | 20  | 20  | 42.6 | 40.2 | 32.7 | 82.5  | 7.7  | 8.2  | 1.8 | 0.2 | 20.1 |
| 2003–04  | NJN  | 11  | 11  | 43.1 | 33.3 | 20.8 | 81.1  | 6.6  | 9.0  | 2.3 | 0.5 | 12.6 |
| 2004–05  | NJN  | 4   | 4   | 45.5 | 38.8 | 36.7 | 54.5  | 9.0  | 7.3  | 2.5 | 0.0 | 17.3 |
| 2005–06  | NJN  | 11  | 11  | 40.9 | 37.1 | 30.0 | 82.6  | 7.6  | 9.6  | 1.5 | 0.2 | 12.0 |
| 2006–07  | NJN  | 12  | 12  | 40.3 | 43.2 | 42.0 | 52.0  | 10.9 | 10.9 | 1.8 | 0.4 | 14.6 |
| 2007–08  | DAL  | 5   | 5   | 36.0 | 42.1 | 46.2 | 62.5  | 6.4  | 6.8  | 1.4 | 0.4 | 8.6  |
| 2008–09  | DAL  | 10  | 10  | 38.6 | 45.8 | 44.7 | 85.0  | 5.8  | 5.9  | 2.2 | 0.3 | 11.4 |
| 2009–10  | DAL  | 6   | 6   | 40.5 | 30.4 | 32.1 | 91.7  | 6.8  | 7.0  | 2.3 | 0.2 | 8.0  |
| 2010–11† | DAL  | 21  | 21  | 35.4 | 39.8 | 37.4 | 80.0  | 4.5  | 7.3  | 1.9 | 0.5 | 9.3  |
| 2011–12  | DAL  | 4   | 4   | 36.0 | 34.1 | 34.6 | 90.0  | 6.0  | 6.0  | 3.0 | 0.3 | 11.5 |
| 2012–13  | NYK  | 12  | 0   | 20.6 | 12.0 | 17.6 | 100.0 | 3.5  | 2.0  | 1.0 | 0.3 | 0.9  |
| 生涯     |      | 158 | 146 | 38.5 | 39.1 | 32.2 | 78.1  | 6.7  | 8.0  | 1.9 | 0.3 | 12.9 |

## 主教练战绩
| 隊伍 | 年份    | 常規賽 | 常規賽 | 常規賽 | 常規賽 | 常規賽           | 季後賽        |
| 隊伍 | 年份    | 比賽   | 勝     | 負     | 勝率   | 排名             | 季後賽        |
| ---- | ------- | ------ | ------ | ------ | ------ | ---------------- | ------------- |
| BKN  | 2013-14 | 82     | 44     | 38     | .537   | 大西洋赛区第二名 | 第二輪失利    |
| MIL  | 2014-15 | 82     | 41     | 41     | .500   | 中央赛区第三名   | 第一輪失利    |
| MIL  | 2015-16 | 82     | 33     | 49     | .402   | 中央赛区第五名   | 未進入        |
| MIL  | 2016-17 | 82     | 42     | 40     | .512   | 中央赛区第二名   | 第一輪失利    |
| MIL  | 2017-18 | 45     | 23     | 22     | .511   | (開除)           | —             |
| DAL  | 2021-22 | 82     | 52     | 30     | .634   | 西南赛区第二名   | 西區決賽失利  |
| DAL  | 2022-23 | 82     | 38     | 44     | .463   | 西南赛区第三名   | 未進入季後賽  |
| DAL  | 2023-24 | 82     | 50     | 32     | .610   | 西南赛区第一名   | NBA總決賽失利 |
| DAL  | 2024-25 | 82     | 39     | 43     | .476   | 西南赛区第三名   | 未進入季後賽  |
| 總計 | 總計    | 701    | 362    | 339    | .516   |                  |               |

## 代表美國
- 基特曾代表美國國籃，參加兩屆奧運會（2000年悉尼、2008年北京）和三屆美洲盃籃球賽（1999、2003、2007)，全部取得冠軍，出場46勝0負更是美國國籃史最獲得最多勝仗並全勝不敗球員。 [https://tw.news.yahoo.com/%E7%BE%8E%E5%9C%8B%E7%94%B7%E7%B1%83%E6%9C%80%E5%BC%B7%E7%AB%9F%E6%98%AF%E4%BB%96-%E5%9C%8B%E9%9A%9B%E8%B3%BD%E5%BE%9E%E6%B2%92%E8%BC%B8%E9%81%8E%E9%82%84%E6%AF%94%E5%96%AC%E4%B8%B9%E5%A4%9A%E6%8B%BF16%E5%8B%9D-025155281.html］

## 成就/榮譽

### NBA生涯亮點
- 1次NBA總冠軍：2011
- 10次NBA全明星球員：1996、1998、2000、2001、2002、2003、2004、2007、2008、2010
- 6次NBA最佳陣容：第一陣容（1999、2000、2001、2002、2004），第二陣容（2003）
- 9次NBA最佳防守陣容：第一陣容（1999，2001，2002，2006），第二陣容（2000，2003，2004，2005，2007）
- NBA最佳新秀（分享）：1995
- NBA最佳新秀陣容：1995
- 5次NBA常規賽季平均助攻第一：1999（10.8）、2000（10.1）、2001（9.8）、2003（8.9）、2004（9.2）
- 3次NBA常規賽季助攻總數第一：1999（539）、2001（753）、2003（711）
- NBA常規賽季抄截總數第一：2002（175）
- NBA技能挑戰賽冠軍：2003
- NBA75大球星（2021）

### NBA生涯里程碑
- NBA歷史中
  - 大三元總數排名第四（108次）
  - 助攻總數排名第二（11578次）
  - 平均每場助攻第五（9.2次）
  - 抄截總數排名第二（2520次）
  - 平均每場抄截第十二（2.00次）
  - 三分總數排名第十（1975球）
- NBA歷史上僅有的四名在職業生涯中至少拿到12500分、5500籃板和7500助攻的隊員之一（另外三人是雷霸龍·詹姆斯、奧斯卡·羅伯特森和魔術強森）
- NBA歷史上唯一連續十四賽季皆獲得大三元的球員
- NBA歷史上唯一生涯累積拿下12000分 10000助攻 7500籃板的球員
- NBA歷史上僅有的兩名在NBA季後賽（參加多於六場比賽）中獲得平均大三元成績的隊員之一（2002年東區總決賽對陣波士頓凱爾特人時候平均每場17.5分、11.2籃板和10.2助攻，另外一人是魔術師約翰遜）
- NBA歷史上僅有的四名連續三個賽季平均每場助攻排名聯盟第一的隊員之一（另外三人為鮑勃·庫西、奧斯卡·羅伯特森和約翰·斯托克頓
- 保持著網隊歷史上職業生涯大三元數、助攻、賽季助攻數和賽季大三元數的紀錄
- NBA歷史上繼1996-97賽季底特律活塞隊的格蘭特·希爾後第二位能連續三場比賽皆獲得大三元的球員
- Jason Kidd在2000/11/17代表太陽隊出戰尼克隊時曾創下18分12籃板10助攻以及14失誤的另類大四喜記錄

### 其他
- 2008年美國夢之隊成員，再次獲得金牌
- 2000年美國夢之隊隊長，並且獲得金牌
- 2003年美國夢之隊成員
- 1992年所在高中的年度隊員
- 《今日美國》和《遊行》雜誌評選的1992年度美國高中最佳球員

## 打球風格和個性
高中時期的基德因為其跳投被稱為「Ason Kidd」，其名字少了一個「J」就是「沒有跳投（No Jumper）」的意思 。但是卻能依靠快速的切入與高節奏的球風來改變比賽，總體來說他的打球風格帶有強烈獲勝慾望，並且展現出強大的組織能力。很多球員都認為把球權交給基德是明智的選擇，因為它瞭解如何讓隊友變得更加優秀，並以自己的控球和傳球能力激發其他隊員的潛能，籃網時的馬丁與傑佛森便是經由基德的傳球能力而受惠，不少人都認同他是NBA中少數能夠不用大量得分也能帶領球隊取勝的明星球員。儘管基德並不是一個穩定的射手，不過他的三分命中率還是讓人可以接受。基德在被交易到達拉斯小牛以後，改進了以往跳投不穩定的毛病，三分球命中率來到生涯巔峰，而防守方面雖然不若以往，但靠經驗仍然能限制住對手。
基德曾獲得許多球隊與球星的青睞，並指名希望基德加入球隊，其中傳出要交易基德加盟的就有湖人隊、馬刺隊，球星方面則有勒布朗·詹姆斯。基德健談並擅長回答媒體問題，他經常以巧妙與詼諧的方式避開敏感話題，高人一等的EQ讓人激賞。

## 酒駕事件
2012年7月15日時在紐約郊外駕車撞上電話亭，在療傷後被帶進警局偵訊，並受到警方以酒駕罪名起訴。2013年7月17日時主動認罪承認酒駕，並將以社區勞動服務獲得緩刑、免去牢獄之災。

## 外部連結
- 贾森·基德在fiba.basketball（英语）
- 贾森·基德在archive.fiba.com（存檔）（英语）
- 贾森·基德在NBA官網（英语）
- 贾森·基德在Basketball-Reference.com（NBA）（英语）
- 贾森·基德在Basketball-Reference.com（國際）（英语）
- 贾森·基德在Sports-Reference.com（NCAA）（英语）
- 贾森·基德在Eurobasket.com（球員）（英语）
- 贾森·基德在Proballers（英语）
- 贾森·基德在RealGM（球員）（英语）
- 贾森·基德在Basketball-Reference.com（NBA教練）（英语）
- 贾森·基德在Eurobasket.com（教練）（英语）
- 贾森·基德在奈史密斯篮球名人纪念堂（英语）
- 贾森·基德在Olympedia（英语）